# Eupithecia amplexata
Euphitecia amplexata es una especie de polilla de la familia Geometridae. La especie fue descrita por primera vez por Hugo Theodor Christoph habiendo sido descrita en 1881, con distribución en Asia. El holotipo de la especie fue descrita en los alrededores de Vladivostok en Rusia y en Japón en los alrededores de Yokohama. Cuenta con dos subespecies: Eupithecia amplexata amplexata, Eupithecia amplexata pryeriaria Leech, 1897.
Es una polilla mediana con una envergadura de 17 a 20 milímetros (0,7 a 0,8 plg). Las alas son de color gris pálido. Las alas anteriores con un punto central negro, con dos líneas onduladas. Cuenta con estriaciones costales y la zona limbal con una línea ondulada blanca, amarillo-marrón; las alas posteriores tienen su punto discal más obsoleto.